# Leda og Svanen
Leda og Svanen var en skulptur, der fra 1610/1611 til 1795 var opstillet på en høj søjle i Københavns havn mellem Slotsholmen og Christianshavn lige ved indløbet til Tøjhushavnen, hvor den blev regnet for Københavns vartegn. Motivet var taget fra den græske mytologiske fortælling om prinsessen Leda, der blev forført af Zeus klædt ud som svane.

## Historie
Monumentet blev til efter initiativ af Christian 4.. Arkitekten Laurids de Thurah skrev fejlagtigt i Den danske Vitruvius, at skulpturen var blev fragtet fra Kalmar til København som krigsbytte. Monumentet var rejst på en sandgrund i havneløbet, hvor der blev opført en lille kunstig ø med bolværk omkring. Stedet var kendt som Havfruegrunden, eftersom der var blevet set et stort antal havfruer i området ved tøjhuset.
Leda og Svanen kan ses allerede på Jan Diricksens udsigt over København fra 1611 og optræder på alle stik af Københavns inderhavn fra 1700-tallet.
I færd med at sejltrafikken i havnebassinet øges kom monumentet dog til at stå i vejen og blev derfor fjernet i 1798. Det vides dog ikke hvorhen, men kort før 1900 var det angiveligt at finde i en have på Frederiksberg Allé.
I anledning af Christianshavns 300 års jubilæum blev en kopi af monumentet opstillet på torvet i 1918.
I 2009 blev en bronzekopi af Anne Marie Carl Nielsens skulptur ”Havfrue” fra 1921 opstillet på Havfruegrunden.

## Beskrivelse
Monumentet bestod af en høj sandstenssøjle kronet med en figurgruppe i sten. Motivet var taget fra den græske mytologiske fortælling om prinsessen Leda, der var gift med den spartanske konge Tyndareus og blev forført af Zeus i skikkelse af en svane, med hvilken hun fik tvillingedøtrene Klytaimnestra og Helena.